# José Ángel Ziganda
José Ángel Ziganda (* 1. Oktober 1966 in Larráinzar) ist ein ehemaliger spanischer Fußballspieler und heutiger -trainer. Seit 2022 ist er Trainer der SD Huesca.

## Spielerkarriere
In seiner Karriere blieb „Cuco“ Ziganda stets seiner Heimat verbunden, so dass er in seinen 14 Profijahren letztlich nur für CA Osasuna und Athletic Bilbao auflief. Als aktiver Spieler war er ein äußerst erfolgreicher Torjäger. Insgesamt stehen für ihn 145 Treffer in offiziellen Wettbewerben zu Buche (111 in der Primera División, 19 in der Segunda División, neun im UEFA-Pokal und sechs in der Copa del Rey).
Im Laufe seiner Karriere absolvierte er zwei Länderspiele für die spanische Nationalmannschaft. Dabei kam er am 17. April 1991 bei einer 0:2-Niederlage gegen Rumänien und 7. September 1994 bei einem 2:1-Sieg über Zypern zu je einem Kurzeinsatz.

## Trainerlaufbahn
Für die Saison 2006/07 übernahm Cuco Ziganda das Traineramt vom zu Atlético Madrid gewechselten Mexikaner Javier Aguirre. Nach schwachem Auftakt und dem Ausscheiden in der Qualifikation zur UEFA Champions League stand der im Profifußball unerfahrene Coach schnell vor einem vorzeitigen Aus, doch mit vier Siegen in Folge und dem Weiterkommen in der Copa del Rey konnte Ziganda seinen Job retten. Am Ende der Saison hatte man in der Copa del Rey gut mitgehalten und war erst im UEFA-Pokal-Halbfinale am späteren Sieger FC Sevilla gescheitert.
Am 13. Oktober 2008 wurde Ziganda bei CA Osasuna nach schwachem Saisonstart mit nur vier Punkten aus den ersten sechs Spielen entlassen. In weiterer Folge trainierte er von 2009 bis 2010 Deportivo Xerez und ist seit 2011 Trainer der Amateurmannschaft des Erstligisten Athletic Bilbao. Dort wurde er im Mai 2017 zum Nachfolger des zum FC Barcelona gewechselten Ernesto Valverde ernannt und als neuer Cheftrainer der Profimannschaft vorgestellt.
Nach der Saison 2017/18 verließ er Bilbao.